# David Jones (athlétisme)
Pour les articles homonymes, voir David Jones et Jones.
David Henry Jones dit David Jones, né le 11 mars 1940 et mort le 1er juin 2023, est un athlète britannique qui concourait sur 100 m et 200 m. Il a remporté trois titres AAA sur 220 yards (1959-1961).

## Biographie
Il a représenté le Royaume-Uni aux Jeux olympiques de 1960 à Rome remportant la médaille de bronze avec Peter Radford, Nick Whitehead et David Segal. Il a aussi atteint la demi-finale sur 100 m, manquant la finale après avoir été départagé au profit de Ray Norton grâce à la photo-finish. David Jones a également remporté la médaille d'argent sur 220 yards aux jeux de l'Empire britannique et du Commonwealth de 1962.
Il a aussi participé avec Peter Radford, Ron Jones et Berwyn Jones au relais 4 × 110 yards qui a défait le relais américain (avec notamment Bob Hayes) au White City Stadium en 1963 pendant un match Grande-Bretagne - USA.

## Palmarès

### Jeux olympiques d'été
- Jeux olympiques d'été de 1960 à Rome ( Italie)
  - éliminé de demi-finale sur 100 m
  -  Médaille de bronze en relais 4 × 100 m

### Championnats d'Europe d'athlétisme
- Championnats d'Europe d'athlétisme de 1962 à Belgrade ( Yougoslavie)
  - 5e sur 200 m
  -  Médaille de bronze en relais 4 × 100 m

### Jeux de l'Empire britannique et du Commonwealth
- Jeux de l'Empire britannique et du Commonwealth de 1962 à Perth ( Australie)
  - éliminé en série sur 100 yd
  -  Médaille d'argent sur 220 yd
  -  Médaille d'or en relais 4 × 110 yd
- Jeux de l'Empire britannique et du Commonwealth de 1966 à Kingston ( Jamaïque)
  - éliminé en série sur 220 yd
  - 7e en relais 4 × 110 yd

## Sources
- (en) Cet article est partiellement ou en totalité issu de l’article de Wikipédia en anglais intitulé « David Jones (athlete) » (voir la liste des auteurs).